# Luca Andronache
Luca Andronache (Bucarest, 26 luglio 2003) è un calciatore rumeno, attaccante dell'Oțelul Galați.

## Carriera

### Club
Cresciuto prima nelle giovanili del FCSB e poi del Farul Costanza debutta tra i professionisti il 5 agosto 2020 nel pareggio per 1-1 in casa della Dinamo Bucarest.

### Nazionale
Ha giocato nella nazionali giovanili rumene Under-16, Under-17, Under-19 ed Under-20.

## Statistiche

### Presenze e reti nei club
Statistiche aggiornate al 24 maggio 2025.
| Stagione              | Squadra               | Campionato            | Campionato | Campionato | Coppe nazionali | Coppe nazionali | Coppe nazionali | Coppe continentali | Coppe continentali | Coppe continentali | Altre coppe | Altre coppe | Altre coppe | Totale | Totale |
| Stagione              | Squadra               | Comp                  | Pres       | Reti       | Comp            | Pres            | Reti            | Comp               | Pres               | Retin              | Comp        | Pres        | Reti        | Pres   | Reti   |
| --------------------- | --------------------- | --------------------- | ---------- | ---------- | --------------- | --------------- | --------------- | ------------------ | ------------------ | ------------------ | ----------- | ----------- | ----------- | ------ | ------ |
| 2019-2020             | Farul Costanza        | L1                    | 1          | 0          | CR              | 0               | 0               | -                  | -                  | -                  | -           | -           | -           | 1      | 0      |
| 2020-2021             | Farul Costanza        | L1                    | 11         | 0          | CR              | 0               | 0               | -                  | -                  | -                  | -           | -           | -           | 11     | 0      |
| 2021-2022             | Farul Costanza        | L1                    | 2          | 0          | CR              | 0               | 0               | -                  | -                  | -                  | -           | -           | -           | 2      | 0      |
| 2022-2023             | Farul Costanza        | L1                    | 3          | 0          | CR              | 2               | 0               | -                  | -                  | -                  | -           | -           | -           | 5      | 0      |
| 2023-2024             | Farul Costanza        | L1                    | 10         | 1          | CR              | 2               | 0               | UECL               | 2                  | 0                  | -           | -           | -           | 14     | 1      |
| Totale Farul Costanza | Totale Farul Costanza | Totale Farul Costanza | 27         | 1          |                 | 4               | 0               |                    | 2                  | 0                  |             | -           | -           | 33     | 1      |
| 2024-2025             | Oțelul Galați         | L1                    | 10         | 0          | CR              | 1               | 0               | -                  | -                  | -                  | -           | -           | -           | 11     | 0      |
| Totale carriera       | Totale carriera       | Totale carriera       | 37         | 1          |                 | 5               | 0               |                    | 2                  | 0                  |             | -           | -           | 44     | 1      |